# Jeyz

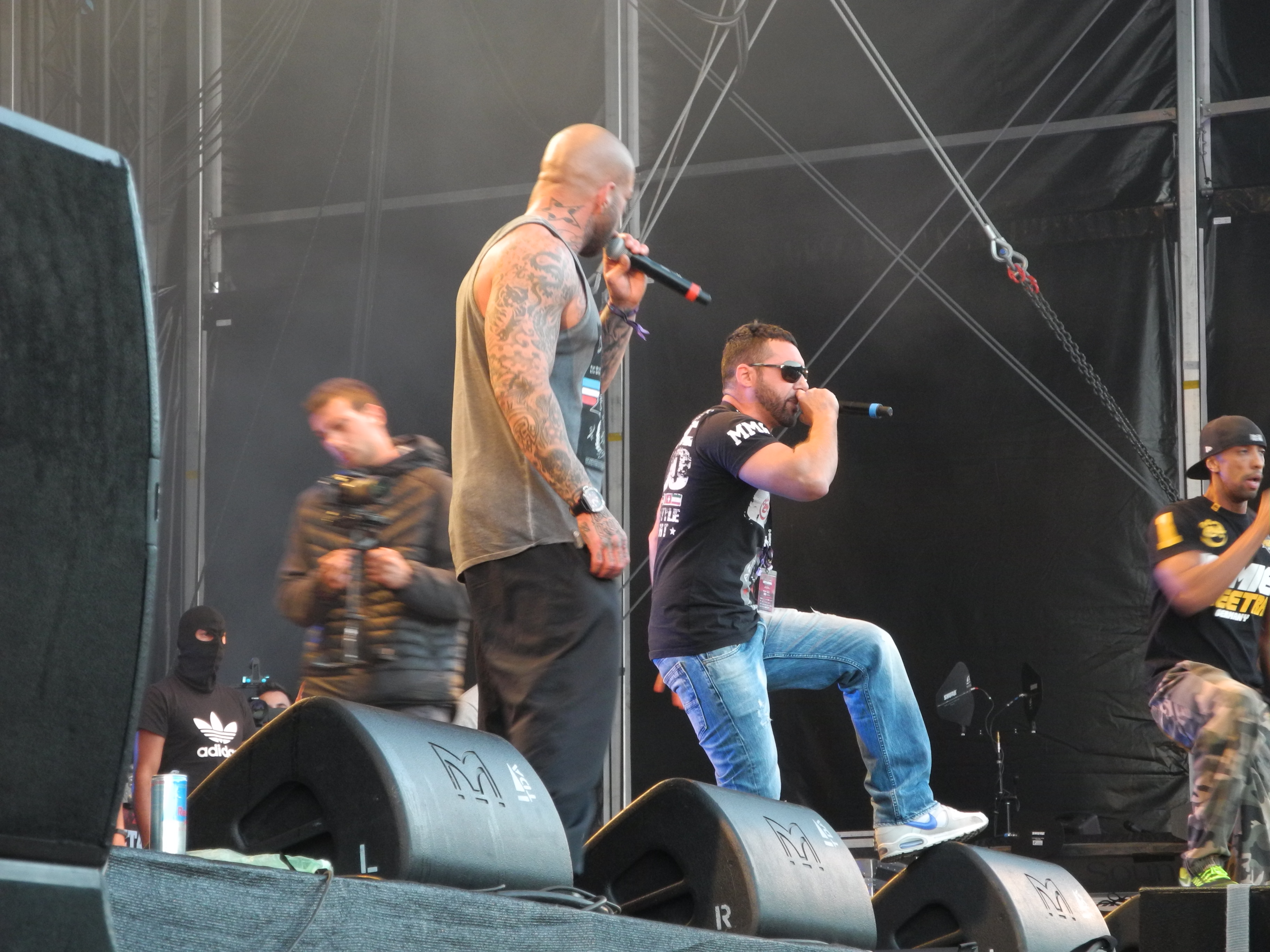
Jeyz (rechts) mit Azad beim Out4Fame-Festival 2015

Jeyz (* 23. Dezember 1978; bürgerlich Jesue Gaetano Cacciato) ist ein deutscher Rapper italienischer Abstammung aus der Großsiedlung Nordweststadt in Frankfurt am Main.

## Biografie
Nachdem Jeyz 1993 mit dem Rappen begonnen hatte, konnte er mit der Gruppe Chabs (zusammen mit Jonesmann und Chan) erste Erfolge erzielen und wurde einem größeren Publikum bekannt, unter anderem waren die Chabs mit Gastbeiträgen auf Azads Album Leben und NLP von MOR vertreten. 2001 lösten sich die Chabs auf und Jeyz begann, sich auf seine Solokarriere zu konzentrieren. Seit diesem Jahr ist Jeyz ebenfalls als „Main Backup“ live an Azads Seite zu sehen. Jeyz war seit Gründung von Azads eigenem Label Bozz Music dort unter Vertrag und veröffentlichte bisher drei Mixtapes (Chronologie 1 - Chronologie 3) und ein Streettape. Ebenfalls ist ein Album der Gruppe Warheit veröffentlicht worden, welche sich neben Jeyz selbst aus Azad, Sezai und Chaker zusammensetzte. Sezai und Chaker haben inzwischen Bozz Music verlassen, weshalb Warheit sich auflöste. Im April 2009 veröffentlichte Jeyz mit „Blut, Schweiß und Tränen“ sein erstes Soloalbum. Im Jahr 2017 folgten gleich drei neue Alben.

## Diskografie
Alben
- 2009: Blut, Schweiß & Tränen
- 2017: Vita Mia
- 2017: So machen wir das hier
- 2017: Verstehste

Kollabos
- 2007: Betonklassik (als Mitglied der Rap-Formation Warheit)

Mixtapes
- 2004: Chronologie
- 2005: J.E.Y.Z. Streettape
- 2006: Chronologie Part 2
- 2007: Das Ende vom Anfang - Chronologie Part 3
- 2009: Zeit zum Scheinen
- 2010: Jeyz Feat Mixtape

EPs
- 2001: Kern der Wunden (als Mitglied der Rapformation Chabs mit Jonesmann und Chan)

Sonstige
- 2004: Bozz Musiker feat. STI und Jonesmann (Juice-Exclusive! auf Juice-CD #48)
- 2006: Von Frankfurt nach Zagreb feat. Connect (Freetrack)
- 2007: Bis an die Spitze (Juice-Exclusive! auf Juice-CD #72)
- 2008: Kriegsmusik feat. Manuellsen und 439 (Juice-Exclusive! auf Juice-CD #90)
- 2010: Langer Weg
- 2010: Von Bezirk zu Bezirk Haftbefehl - ft. Azad & Jeyz (Azzlack Stereotyp)